# Dürnbach im Burgenland

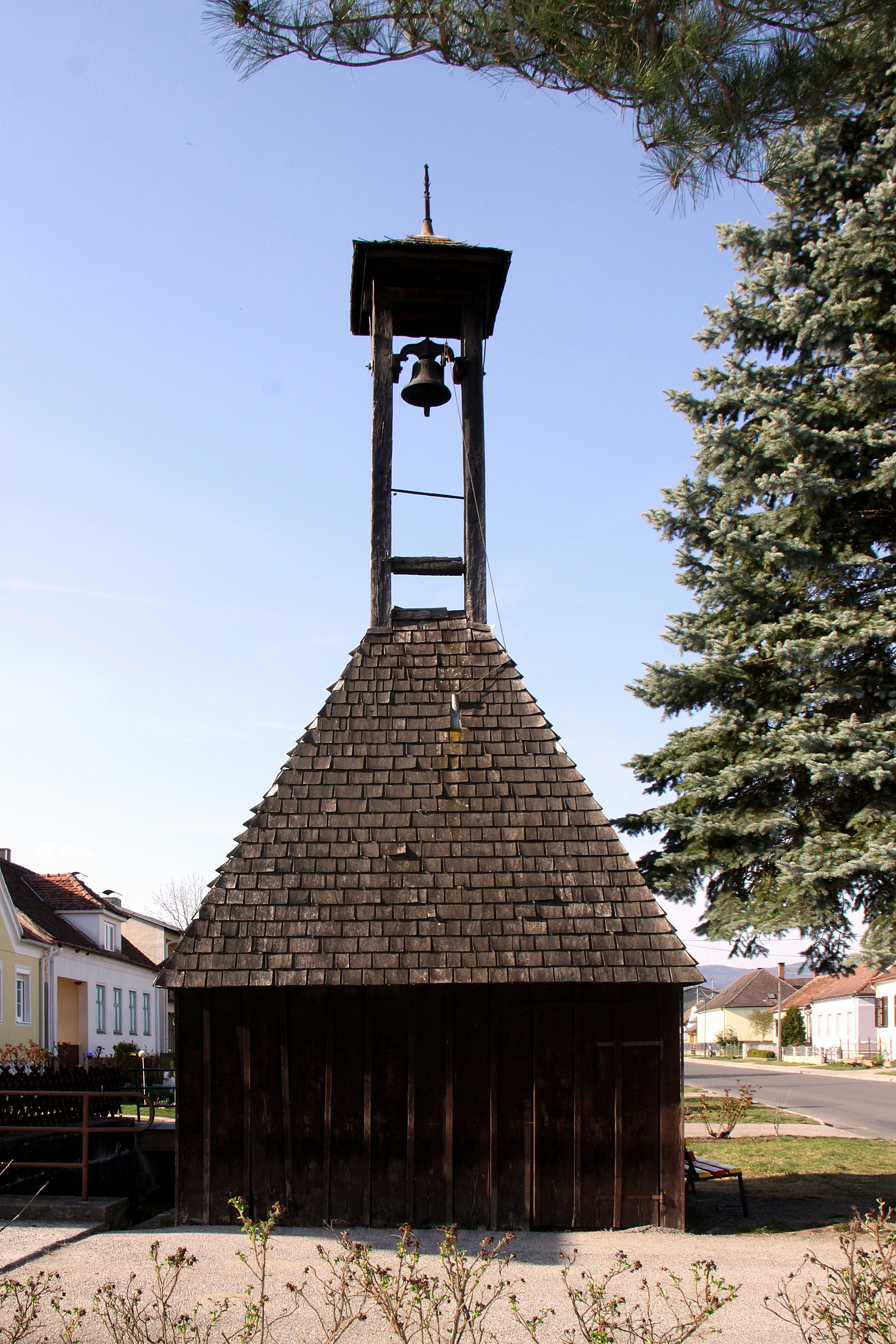
Der denkmalgeschützte Glockenstuhl von 1674

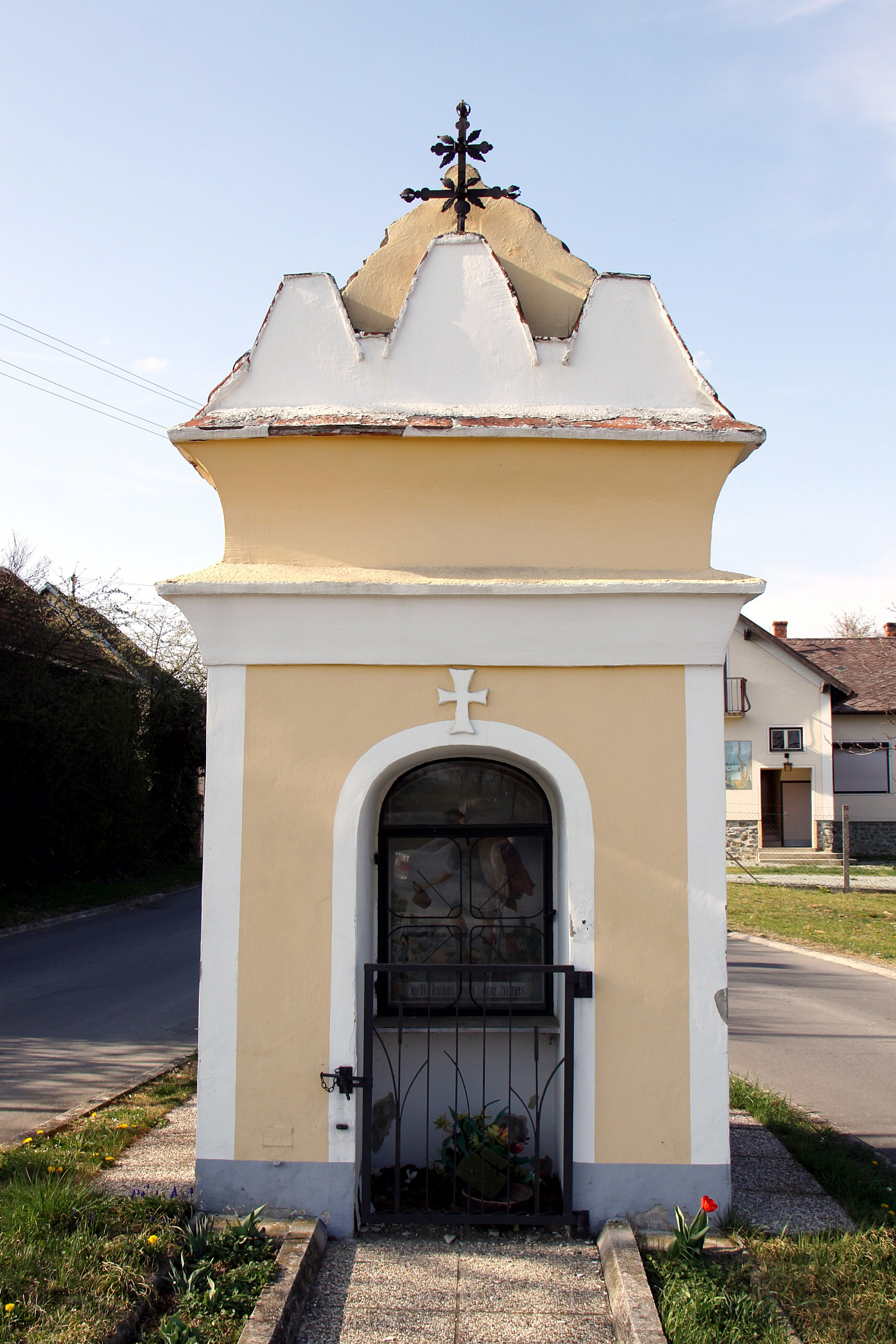
Denkmalgeschützte Wegkapelle hl. Florian

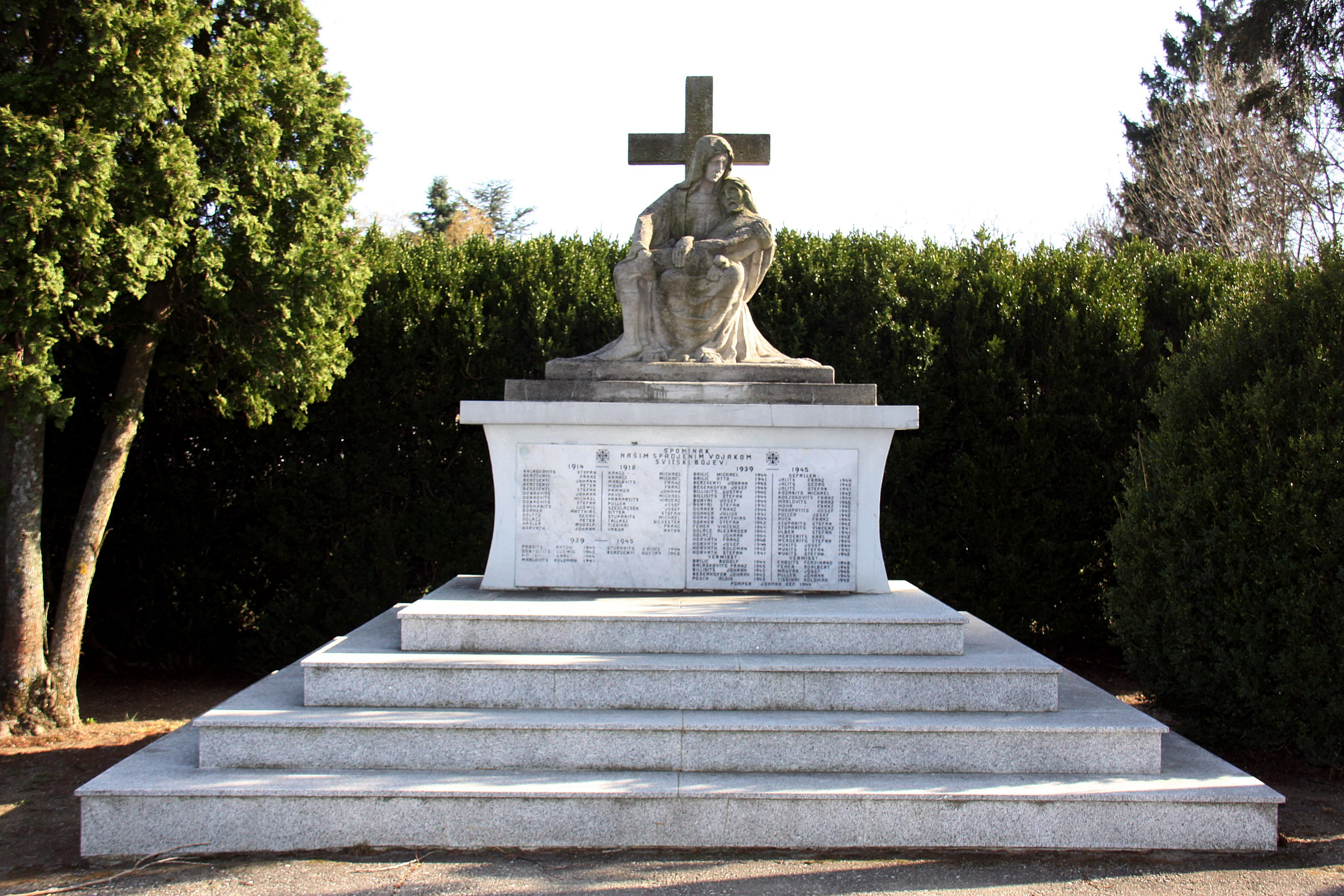
Kriegerdenkmal in Dürnbach

Dürnbach im Burgenland (kroatisch Vincjet, ungarisch Incéd) ist eine Ortschaft und Katastralgemeinde von Schachendorf im Bezirk Oberwart im Burgenland in Österreich.

## Geografie
Dürnbach liegt im Südburgenland, im Bezirk Oberwart in einer Entfernung von etwa 18 Kilometern in östlicher Richtung. Der Ort wird vom Dürnbach, der im Ort entspringt und in Burg in die Pinka mündet, in südlicher Richtung durchflossen. Die Seehöhe des Ortes ist 286 m ü. A.
Bis zum 11. August 2008 wurde Dürnbach von der B63 durchzogen, die besonders durch den Schwerverkehr stark belastet war. Mit der Eröffnung der Umfahrungsstraße wurde der Verkehr deutlich reduziert.

## Geschichte

### Vor 1244
Archäologische Funde in und um Dürnbach und Umgebung, wie zum Beispiel römische Hügelgräber sowie Mauern und Ziegelreste deuten auf erste Besiedlungen in der Römerzeit hin. Weitere Funde verweisen auf kleinere Siedlungen, in denen sich Veteranen nach dem Militärdienst in der Stadt Savaria (heute Steinamanger) niederließen.
Während größere Städte, wie das heutige Ödenburg und Steinamanger, nach dem Ende der römischen Herrschaft Pannoniens in den Wirren der Völkerwanderung fast völlig zerstört wurden, blieben kleineren Siedlungen wie das heutige Dürnbach und Zuberbach, die damals eng verbunden waren, fast unberührt. Nach dem Sieg Karls des Großen gegen die Awaren, wurden viele Höfe und Ländereien an Kirchen und Klöster geschenkt. Der Salzburger Kirche wurde das Land „ad siccam Sabariam“ am ausgetrockneten Fluss Sabariabach gegeben. Diese Bezeichnung gilt wohl dem Bach in Dürnbach und nicht dem Bach in Zuberbach (kroatisch „Sabara“). Kirchlich war Großpetersdorf die Urpfarre für Dürnbach und Zuberbach.

### Erste Urkundliche Erwähnung
Die erste urkundliche Erwähnung findet sich 1244 unter dem Namen Inches. Er gehörte zum Herrschaftsbereich des ungarischen Geschlechts der Csem, das in Schandorf seinen Sitz hatte. Dürnbach ist ab 1329 eng mit dem der Herrschaften Rechnitz und Schlaining verbunden. 1374 findet sich der Ort unter dem Namen Inceed, 1479 unter dem Namen Inszeeth al. nom. Dewrbach, 1532 unter Dürenbach und 1751 unter Dürrenbach.
1527 ging der Besitz der Herrschaft Rechnitz in das ungarische Herrschergeschlecht Batthyány über.
Die Urbare und Dicakonskriptionen (Steuervorschreibungen) aus dem Jahr 1540 lassen auf eine Bevölkerung von 54 Einwohnern in 12 Familien schließen. Nach dem Ende der Belagerung von Güns (ungarisch Kőszeg) durch Sultan Süleyman I. im August 1532 wurden beim Rückzug des türkischen Heeres etliche Ortschaften zerstört, wobei auch Dürnbach in Mitleidenschaft gezogen wurde.
Dies hatte eine Abwanderung in die Zentren Rechnitz und Güns zufolge. Seuchen dezimierten die Bevölkerung weiter, sodass 1540 von den 22 Höfen 10 leer standen.
Die Batthyánys begannen kroatische Bauern und Söldner aus ihren Teilbesitzungen in Kroatien im Südburgenland anzusiedeln, um das öde Land neu zu bewirtschaften und zu bevölkern. In den Urbaren von 1548 tauchen nun erstmals kroatische Familiennamen auf.
Verwaltungstechnisch wurde ab dem 17. Jahrhundert in den Urbaren zwischen der so genannten „magyar szer“ (ungarische Seite) und der „horváth szer“ (kroatische Seite) unterschieden. Bald kam es jedoch zu einer Vermengung der Volksgruppen, sodass auf beiden Seiten deutsche, kroatische und ungarische Familien lebten. Am Anfang des 17. Jahrhunderts ging die ungarisch- und deutschsprechende Bevölkerung in der kroatischsprechenden Bevölkerung auf, was dazu führte, dass Dürnbach ein fast ausschließlich kroatischsprechendes Dorf wurde. 1783 wurde der Bau der heutigen Kirche abgeschlossen. Zahlreiche Brände und Krankheiten (vor allem Cholera im Jahr 1849) führten dazu, dass die Bevölkerung weiterhin sank.

### Ab 1900
Mit Beginn des Ersten Weltkrieges wurden die Männer zum Militärdienst eingezogen und die Frauen übernahmen die Arbeit auf den Höfen. 28 Männer des Dorfes kamen im Krieg ums Leben.
1921 kam das vormalig ungarische Dürnbach durch den Anschluss des Burgenlandes zu Österreich. In der Folge der Grenzlage entstanden Absatzprobleme für die Bauern, die bisher ihre Produkte überwiegend nach Szombathely lieferten. Sie mussten sich nach neuen Absatzmärkten umsehen. Viele arbeiteten fortan in den Meierhöfen der Umgebung oder verließen ihre Heimat in Richtung Marchfeld oder andere Teile Österreichs.
Viele wanderten in die USA aus. Trotz allem begannen die ersten Schritte einer Modernisierung und Technisierung, auch durch den langsamen Rückgang der bäuerlichen Bevölkerung und dem damit verbundenen Verlust von Arbeitskräften und zur Schaffung von Arbeitsplätzen in der Wirtschaftskrise. 1926 und 1927 wurden die Gehsteige mit Zement versehen. Im Mai 1934 wurde die „ständestaatliche Verfassung“ verlautbart. Parteien wie die Sozialdemokraten wurden verboten, andere lösten sich auf und der Gemeinderat wurde ab dann auf Vorschlag der Vaterländischen Front neu gebildet. 1941 wurde Dürnbach elektrifiziert und 1943 gab es den ersten Traktor.
Gegner (Sozialdemokraten, Kommunisten und Nationalsozialisten) begannen Widerstand zu leisten, der auch in Dürnbach Fuß fasste und zuerst gegen die Vaterländische Front und ab dem Anschluss Österreichs an das Deutsche Reich  gegen das Nationalsozialistische Regime gerichtet war.
Es bildete sich eine etwa 30 Mann starke Widerstandsgruppe aus dem Raum Rechnitz, Schachendorf und Dürnbach. Schon ab 1938 von der Gestapo beobachtet, wurden die Mitglieder Anfang der 1940er verhaftet und angeklagt.
Der Anführer des kommunistischen Widerstandes, der aus Dürnbach stammende Schneider Johann Balaskovits (1894–1942), wurde 1942 zusammen mit zwei weiteren Mitstreitern der Gruppe wegen Hochverrats hingerichtet. Die anderen wurden mit langjähriger Haft in den Konzentrationslagern Dachau und Mauthausen bestraft, wovon einige die Haft nicht überlebten. Nach dem Anschluss Österreichs, wurde das Burgenland aufgelöst und zwischen den Gauen Niedergau (Niederösterreich) und der Steiermark, zu dem Dürnbach fiel, aufgeteilt. Im Oktober wurde die Deutsche Gemeindeordnung in Kraft gesetzt und damit traf Bürgermeister Johann Wallner von der NSDAP allein die Entscheidungen. Ende 1944 musste die Bevölkerung beim Stellungsbau bei der österreichisch-ungarischen Grenze, dem so genannten Südostwall, im Zuge der Reichsverteidigung mitarbeiten, bei dem auch Ostarbeiter und aus dem ungarischen Szálasi-Regime deportierte Juden unter unmenschlichen Bedingungen arbeiten mussten. Insgesamt waren etwa 300.000 Menschen am Bau beteiligt.
Teilweise nur wenig Transportmöglichkeiten und nur unklare Befehlsstrukturen beschwerten den Kampf am Südostwall gegen die Rote Armee, die seit März 1945 im Zuge der „Operation Wien“ von Westungarn nach Österreich zukam.
Zum Ende des Krieges war eine 700 Mann starke Volkssturm-Einheit, wovon 42 aus der Ortschaft stammten, in Dürnbach stationiert. Diese löste sich auf und zerstreute sich am 31. März 1945. Am 4. April 1945 erreichten aus Richtung Osten Einheiten der 3. Ukrainischen Front Dürnbach. Nach einem vier Stunden andauernden Straßenkampf, in dem mehrere Häuser und 20 Wirtschaftseinrichtungen zerstört wurden, wurde Dürnbach erobert. Mehrere Wohnhäuser und die Kirche wurden teilweise schwer beschädigt.
Um den Ort lagerten 20.000 Russen; es kam verhäuft zu Überfällen.
Bürgermeister Wallner wurde in der Burg Schlaining im Verlauf der Entnazifizierung inhaftiert. Im Zweiten Weltkrieg hatte Dürnbach 43 gefallene und 10 verschollene Soldaten zu beklagen, zudem starben 7 Zivilisten.

### Nach Kriegsende
In der Nachkriegszeit kam die landwirtschaftliche Dominanz der Ortschaft zugute, sodass Tauschhandel mit Lebensmitteln in Städten betrieben werden konnte. In der Besatzungszeit unter den Russen fingen Kriegsheimkehrer ihre Arbeit am Feld und in den meist familieneigenen Handwerksbetrieben wieder an, aufzunehmen.
Durch die mangelnde Industrie und Infrastruktur ging jedoch auch der Wirtschaftsaufschwung in den 1960er und 1970er Jahren in Dürnbach bald vorbei. Trotzdem kam es zur Weiterführung der Technisierung der Landwirtschaft, Fertigstellung der Kanalisation und des Straßenbaus und zur allgemeinen Besserung des Lebensstandards. Auch das Berufsfeld änderte und erweiterte sich – Dürnbach wurde zu einem typischen Pendlerort. In der Pfarre gewann die Erhaltung der kroatischen Kultur und Sprache an Bedeutung.
Am 1. Jänner 1971 wurden die Ortschaften Schachendorf, Schandorf und Dürnbach im Zuge des Gemeindestrukturverbesserungsgesetzes zur Gemeinde Schachendorf zusammengelegt. Seit Jänner 1996 ist Schandorf jedoch wieder eine eigene Gemeinde.
Der Fall des Eisernen Vorhangs (neue Absatzmärkte) und der EU-Beitritt Österreichs 1995 (Reduktion von Preisen auf dem Markt und Priesen von Betriebsmitteln) beeinflussten die immer noch wichtige Landwirtschaft.

## Sehenswürdigkeiten
Im Ortsteil Dürnbach befinden sich zwei denkmalgeschützte Gebäude:
- Glockenstuhl/Wetterturm vor dem Haus Dürnbach 100, errichtet im Jahre 1674
- Wegkapelle hl. Florian an der Kreuzung der ehemaligen B63 mit der L375
- Die 1781–1783 erbaute Pfarr- und Wallfahrtskirche Dürnbach liegt am Rand des Ortes, allerdings bereits auf dem Gemeindegebiet von Markt Neuhodis

## Vereine
- Freiwillige Feuerwehr – Die Freiwillige Feuerwehr Dürnbach wurde am 19. Mai 1924 gegründet. Nachdem der Verein anfänglich im Gemeindehaus untergebracht war, wurde 1949 ein eigenes Feuerwehrhaus errichtet. Ab 1990 erfolgte die Errichtung eines neuen Feuerwehrhauses, das am 13. Juni 1993 gesegnet wurde. Von 2008 bis 2011 wurde dieses erweitert.[6]
- Kultur-, Fremdenverkehrs- und Verschönerungsverein Dürnbach – Der Verein wurde am 28. März 1978 gegründet. Der Vereinszweck ist die Pflege und Erweiterung des Fremdenverkehrs im Vereinsgebiet, der Schutz des Ortsbildes, die Denkmal- und Heimatpflege und die Ausübung der Heimatbräuche. Das wichtigste Anliegen des Vereines ist die Erhaltung der kroatischen Sprache und Kultur und die Pflege der kroatischen Sitten und Bräuche im überwiegend kroatischen Ort Dürnbach.[7]
- Pensionisten- und Seniorenverein „Sloga – Einigkeit“ – Die Anliegen des 1993 gegründeten Vereines sind, sich neben den Belangen der älteren Generation um die kroatische Kultur und Sprache zu kümmern. Dazu werden das ganze Jahr über verschiedene Veranstaltungen angeboten.
- Tamburizzagruppe Skupćina – Ziel des Tamburizza- und Folklorevereins Skupćina ist es, die kroatischen Volkslieder in Dürnbach nicht komplett in Vergessenheit geraten zu lassen. Darüber hinaus präsentiert der Verein die Musik der Kroaten auch außerhalb der Dorf- und Landesgrenzen.[8]